# Black Power
Black Power eller svart makt är en slogan som används av afroamerikaner som vill ha nationellt självbestämmande. Termen blev populär under 1960-talets medborgarrättsrörelse i USA.
Till skillnad från 1950-talets medborgarrättskämpar, som ville ha samma rättigheter för de svarta som för de vita, så ville man inom den Black Power-rörelse som växte fram på 1960-talet ofta gå ännu längre och få ekonomiskt och politiskt självstyre för de svarta och bli fri från vad man uppfattade som den vita överheten. Medan medborgarrättsrörelsen med tiden fick stor uppslutning för sina ståndpunkter hos alla befolkningsgrupper, fanns det en hel del, även bland de svarta, som tyckte att de mest radikala inom Black Power på 1970-talet gick för långt när de använde sig av politiskt våld och förespråkade "svart nationalism".